# Караман-Ата
Карама́н-Ата́ (каз. Қараман Ата) — один из наиболее ранних погребально-культовых комплексов на полуострове Мангышлак. Расположен в Мангистауском районе Мангистауской области Казахстана. Назван в честь легендарного казахского суфия по имени Караман-ата. Входит в список памятников истории и культуры Казахстана республиканского значения.

## Описание
Общая площадь некрополя составляет 7,2 га, из которых 4 га в ходе реставрационных работ были огорожены забором.
Самые ранние захоронения относятся к огузо-кыпчакскому периоду Средневековья. Наиболее древние надгробия, датируемые VIII—IX вв., расположены в юго-западной части территории, за ограждением.
Западная часть некрополя Караман-Ата включает в себя не только казахские, но и туркменские памятники. Помимо стел, кулпытасов и других надгробий (в том числе руин шестигранного мавзолея), здесь же находится подземная мечеть, также носящая название Караман-ата.
В северо-восточной и центральной частях некрополя расположены захоронения племени адай, датированные второй половиной XIX века: надгробия с куполами и без куполов, саганатамы и кулпытасы. Выделяется группа наиболее поздних памятников с яркой орнаментальной и сюжетной росписью фасадов. В их числе мавзолей Шоинбая (Шойынбая), на главном фасаде которого присутствует парапет оригинальной формы, выполненный в виде ряда койтасов. Многие памятники второй половины XIX века построены адайскими мастерами Омиром Караулы и Назаром Омирулы. Помимо того, в северо-восточной части выделяется мавзолей уже советского периода, построенный в 1970 году.

### Подземная мечеть Караман-ата
Подземная мечеть вырублена в пологом склоне мергелистого холма. Вероятно, при её строительстве использовалась естественная пещера. Казахский советский архитектор М. Мендикулов относил начало строительства к XII веку. Сооружение включает в себя три основных помещения: вестибюль, молитвенный зал площадью 23×6 м и круглое помещение, в котором, согласно легенде, похоронен Караман-ата. Комнаты соединены длинным коридором. Высота потолка во всех помещениях невелика. Потолок молитвенного зала поддерживается двумя целиковыми и тремя рукотворными колоннами. Для освещения помещения в потолке прорублено два круглых световых проёма.
К настоящему времени северо-западная стена вестибюля частично обрушилась, вследствие чего часть коридора превратилась в пологий пандус. Полы покрыты наносной массой глины и песка.

## Легенды и предания
Согласно адайским преданиям, записанным во второй половине XIX века, суфий Караман-ата был внуком (по другой версии — сыном) другого легендарного суфия по имени Шопан-ата и современником Ходжи Ахмеда Ясави. Некогда Караман-ата и его брат Акман-ата дружили с Ясави, однако затем между ними и знаменитым суфием произошла ссора. В результате братьям пришлось уйти вместе со своими соплеменниками на Мангышлак. Здесь Караман-ата и начал строительство подземной мечети, в которой позже был похоронен он сам. Мечеть была расположена в одном дне пути от места, где был похоронен Шопан-ата. Рассказывают также, что усыпальницы Карамана и Шопана некогда соединял подземный ход, впоследствии разрушенный временем.
Казахи и туркмены, жившие на Мангышлаке, считали территорию некрополя священной землёй. Здесь было запрещено всякое кровопролитие, а в случае конфликтов происходили переговоры о мире и приносились очистительные клятвы. Считалось, что ложная клятва именем Караман-ата немедленно приводила к смерти клятвопреступника.
Паломничество к некрополю и мечети не прекращается и по сей день. Неподалёку от комплекса для паломников выстроен дом.

## Исследования
Первые археологические исследования некрополя были проведены в 1951—1952 годах под руководством М. Мендикулова. В 1973 году, вновь под руководством Мендикулова, состоялась экспедиция Общества защиты памятников культуры и истории. Министерство культуры Казахской ССР также снаряжало две экспедиции: в 1977 году под руководством А. О. Итенова и в 1979 году под руководством М. Нуркабаева.

## Охранный статус
В 1982 году некрополь Караман-Ата был включён в утверждённый Государственный список памятников истории и культуры Казахской ССР республиканского значения. Границы охраняемой зоны уточнены постановлением акимата Мангистауской области № 414 от 8 декабря 2010 года.
В 2005 году на территории некрополя были начаты реставрационные работы. Реставрации подверглось в том числе здание подземной мечети. Однако археолог Серик Ажигали в книге «Памятники Мангистау и Устюрта», изданной в 2014 году, отмечал, что ремонтные работы с использованием современных строительных материалов существенно изменили первоначальный облик сооружения.
С 2015 по 2017 годы предприятием «Мангышлакреставрация» проводился второй этап научно-реставрационных работ.

## Инциденты
7 июня 2013 года в доме паломников возле некрополя произошёл взрыв бытового газа. В результате пострадали десять человек, четверо из которых впоследствии скончались в больнице от полученных ожогов.